# 小行星79316
小行星79316（79316 Huangsha）是一颗主带小行星，是施密特CCD小行星項目組在1996年4月18日于興隆縣发现的。
該小行星以中國安徽省的黄山市命名。